# Juan Bautista Gaona
Juan Bautista Gaona Figuerido (Assunção, 30 de junho de 1845 — Assunção 18 de maio de 1937) foi um político paraguaio que se tornou presidente provisório do Paraguai entre 1904 e 1905, e foi o primeiro a tomar o Partido Liberal, substituindo no cargo o presidente deposto Juan Antonio Escurra.

## Vida pessoal
Nasceu em Assunção, em 30 de junho de 1845. Era filho de Juan Pablo Gaona e Pastora Figueredo, seus irmãos eram: Nicasio, Genaro, Isidro, Lázaro, Tránsito e Assunção Gaona Figueredo e era meio-irmão de Avelino , Carmen e Benigna Gaona. Foi casado com a Argentina Regina Corti Onetto e pai de Regina, Juan Bautista, María Elena, Manuela, Marta Ernestina, César, María Ester, Enrique, Sara, Óscar, María Cristina e Roberto Gaona.

## Trajetória política
Assumiu a presidência após a revolução de 1904, onde o Congresso o designou provisoriamente e de acordo com as disposições do Pacto de Pilcomayo, até o final do mandato, em 25 de novembro de 1906. Uma de suas primeiras medidas de governo foi ditar uma anistia política lei para pacificar o país depois da revolução, foi criado o Estado Geral do Exército, o Partido Liberal foi unificado, foi criado um curso militar para treinar oficiais, foi autorizada a construção da ferrovia Puerto Pinasco, entre outras obras. 
Seu gabinete ministerial era composto por Francisco Campos, no Interior; Emiliano González Navero e Manuel Barrios, do Tesouro; Benigno Ferreira, em Guerra e Marinha; José Emilio Pérez, Cayetano Carreras e Gaspar Villamayor, em Justiça, Culto e Instrução Pública e Cecilio Báez e Gualberto Cardús Huerta, em Relações Exteriores. 
Foi vice-presidente durante o governo de Manuel Gondra, de 25 de novembro de 1910 a 17 de janeiro de 1911, quando o governo foi derrubado por um golpe liderado pelo Coronel Albino Jara. Morreu em Assunção, em 18 de maio de 1932, aos 87 anos.